# Seo Woo
Seo Woo, pseudonimo di Kim Moon-joo (Seul, 7 luglio 1985), è un'attrice sudcoreana.

## Filmografia

### Cinema
- Adeul (아들?), regia di Jang Jin (2007)
- Uri hakgyo daepyo (우리 학교 대표?) – cortometraggio (2008)
- Miss Hongdangmu (미쓰 홍당무?, Misseu HongdangmuLR), regia di Lee Kyoung-mi (2008)
- Handphone (핸드폰?, HaendeuponLR), regia di Kim Han-min (2009)
- Paju (파주?), regia di Park Chan-ok (2009)
- The Housemaid (하녀?), regia di Im Sang-soo (2010)

### Televisione
- Kimchi Cheese Smile (김치 치즈 스마일?, Kimchi chijeu seuma-ilLR) – serial TV (2007-2008)
- Tamnaneun doda (탐나는도다?) – serial TV (2009)
- Cinderella eonni (신데렐라 언니?, Sinderella eonniLR) – serial TV (2010)
- Yongmang-ui bulkkot (욕망의 불꽃?) – serial TV (2010-2011)
- Nae-il-i omyeon (내일이 오면?) – serial TV (2011-2012)
- Knock (노크?, NokeuLR), regia di Lee Joo-heon – film TV (2012)
- Yurigamyeon (유리가면?) – serial TV (2012-2013)
- Je-wang-ui ttal, Su Baek-hyang (제왕의 딸, 수백향?) – serial TV (2013-2014)
- Sim-yasikdang (심야식당?) – serial TV, episodio 12 (2015)

## Riconoscimenti
| Anno | Premio                                    | Categoria                                          | Opera nominata                 | Risultato       |
| ---- | ----------------------------------------- | -------------------------------------------------- | ------------------------------ | --------------- |
| 2008 | Mnet 20's Choice                          | Premio stella della pubblicità                     | Okmewakka                      | Candidato/a     |
| 2008 | Blue Dragon Film Awards                   | Miglior nuova attrice                              | Miss Hongdangmu                | Candidato/a     |
| 2008 | Korean Association of Film Critics Awards | Miglior nuova attrice                              | Miss Hongdangmu                | Vincitore/trice |
| 2008 | Korean Film Awards                        | Miglior nuova attrice                              | Miss Hongdangmu                | Vincitore/trice |
| 2008 | Director's Cut Awards                     | Miglior nuova attrice                              | Miss Hongdangmu                | Vincitore/trice |
| 2009 | KMDb Choice Awards                        | Miglior attrice secondaria                         | Miss Hongdangmu                | Vincitore/trice |
| 2009 | Baeksang Arts Awards                      | Miglior nuova attrice                              | Miss Hongdangmu                | Candidato/a     |
| 2009 | Buil Film Awards                          | Miglior nuova attrice                              | Miss Hongdangmu                | Vincitore/trice |
| 2009 | MBC Drama Awards                          | Attrice più popolare                               | Tamnaneun doda                 | Vincitore/trice |
| 2009 | MBC Drama Awards                          | Miglior nuova attrice                              | Tamnaneun doda                 | Vincitore/trice |
| 2010 | Baeksang Arts Awards                      | Miglior nuova attrice (TV)                         | Tamnaneun doda                 | Candidato/a     |
| 2010 | Baeksang Arts Awards                      | Miglior attrice                                    | Paju                           | Candidato/a     |
| 2010 | Korea Drama Awards                        | Miglior nuova attrice                              | Cinderella eonni               | Vincitore/trice |
| 2010 | Asia Pacific Screen Awards                | Miglior attrice                                    | Paju                           | Candidato/a     |
| 2010 | Grand Bell Awards                         | Miglior attrice secondaria                         | The Housemaid                  | Candidato/a     |
| 2010 | Korean Film Awards                        | Miglior attrice secondaria                         | The Housemaid                  | Candidato/a     |
| 2010 | KBS Drama Awards                          | Miglior nuova attrice                              | Cinderella eonni               | Candidato/a     |
| 2011 | Asia Model Festival Awards                | Premio fashionista                                 |                                | Vincitore/trice |
| 2013 | MBC Drama Awards                          | Premio all'eccellenza, attrice in un drama seriale | Je-wang-ui ttal, Su Baek-hyang | Candidato/a     |